# Sobarocephala ferruginea
Sobarocephala ferruginea är en tvåvingeart som beskrevs av Leander Czerny 1903. Sobarocephala ferruginea ingår i släktet Sobarocephala och familjen träflugor.
Artens utbredningsområde är Peru. Inga underarter finns listade i Catalogue of Life.